# Giovanni Ambrogio Mazenta
Giovanni Ambrogio Mazenta, né à Milan en 1565 et mort à Rome le 23 décembre 1635, est un religieux barnabite et architecte italien.

## Biographie
Il naît dans une riche famille milanaise et entre à la Compagnie des barnabites en 1591 à l'âge de vingt-six ans.
Il devient architecte militaire, civil et religieux, fournissant toute l'Italie en plans et en dessins. Il dessine le projet de la nouvelle église Santissimo Salvatore de Bologne, conçoit l' église San Paolo de Bologne et travaille pour la cathédrale de Bologne. Il est appelé aussi à Naples pour le projet de l' église Santa Caterina della Spina Corona et de l' église San Carlo alle Mortelle.
Il travaille pour cette dernière entre 1612 et 1616, puis y apporte des modifications peu de temps avant de mourir.
Mazenta fit partie des collectionneurs qui rachetèrent des feuillets du Codex sur le vol des oiseaux de Léonard de Vinci.

### Source de la traduction
- (it) Cet article est partiellement ou en totalité issu de l’article de Wikipédia en italien intitulé « Giovanni Ambrogio Mazenta » (voir la liste des auteurs).